# یکم عزرا

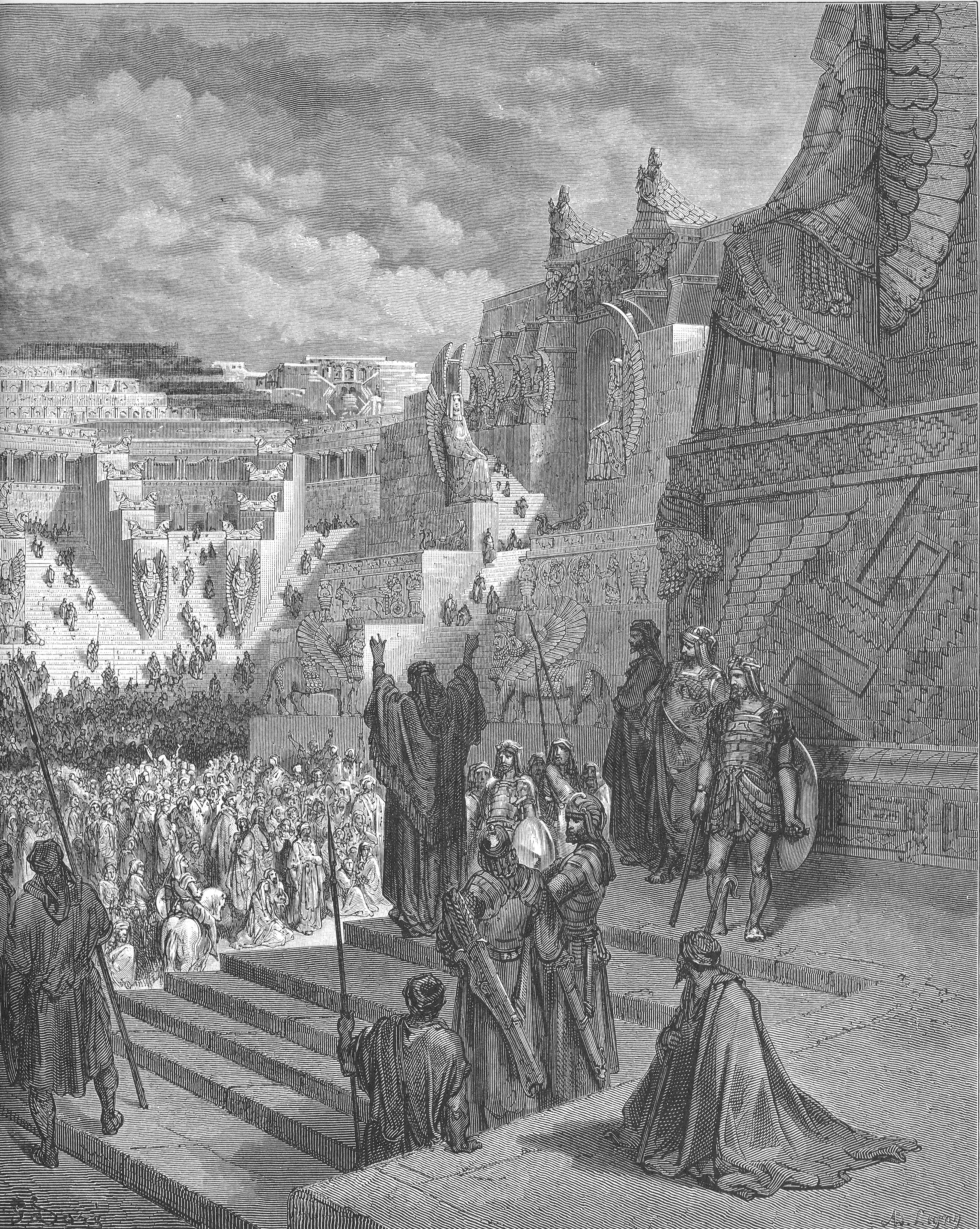
بخشی از نقاشی داخل یکمِ عِزرا

یکمِ عِزرا (زبان یونانی: Ἔσδρας Αʹ) نسخه هفتادگانی یونان باستان از کتاب مقدس عزرا است که در مسیحیت اولیه و در میان بسیاری از مسیحیان امروزی با درجات متعارف حکم کتاب مقدس استفاده می‌شود. یکم عزرا بسیار شبیه نسخه استاندارد عبری (متن مازورتی) عزرا-نحیما است، با قطعاتی که مربوط به حرفه نحمیا حذف شده یا دوباره به عزرا نسبت داده شده‌است، و برخی موارد اضافی دیگر.

## بررسی اجمالی
صورت یونانی‌شدهٔ عِزرا در زبان عبری، و نام دو کتاب از مجموعه کتاب‌های آپوکریفاها (مشکوک) است. کتاب‌های آپوکریفا به باور بسیاری از مسیحیان، جزئی از کتاب مقدس‌اند و معمولاً بین عهد قدیم و عهد جدید قرار می‌گیرند. در برخی نسخه‌های کتاب مقدس، کتاب‌های عزرا و نحمیا (از کتابهای عهد قدیم) نیز عزرا (یکم عزرا) خوانده شده، و شماره‌های ۱ و ۲ گرفته‌اند؛ به‌این‌ترتیب، در این نسخه‌های کتاب مقدس، کتاب‌های آپوکریفاییِ عزرا، شماره‌های ۳ و ۴ یافته‌اند. همچنین، در برخی دیگر از نسخه‌های کتاب مقدس، کتاب‌های آپوکریفاییِ عزرا پس از عهد جدید جای داده شده‌اند، و به‌جای شماره‌های ۱ و ۲، شماره‌های ۳ و ۴ دارند. در این مقاله، کتاب‌های آپوکریفاییِ عزرا مورد نظرند و بر پایهٔ بیشتر نسخه‌های کتاب مقدس، با شماره‌های ۱ و ۲ مشخص شده‌اند.